# Berti Vogt
Hans-Hubert "Berti" Vogts (phát âm tiếng Đức: [ˈbɛɐ̯tiː ˈfoːkts]; sinh 30/12/1946 tại Büttgen,Đức) là cựu hậu vệ tuyển quốc gia Tây Đức. Ông giành toàn bộ sự nghiệp cầu thủ cho CLB Borussia Mönchengladbach ở Bundesliga và vô địch FIFA World Cup cùng Đội tuyển bóng đá quốc gia Tây Đức năm 1974. Ông cũng dẫn dắt Đội tuyển bóng đá quốc gia Đức vô địch Euro 96).
Vogt chơi ở vị trí hậu vệ cánh phải với biệt danh là "Der Terrier" (chó săn). với sự bền bỉ và khả năng kèm người sở trường. Là một trong những cầu thủ quan trong nhất của Gladbach cùng tuyển Tây Đức, ông đã được bầu chọn là Cầu thủ Đức của năm vào những năm 1971 và 1979. Ông cũng lọt vào đội hình tiêu biểu của FIFA WorldCup 1974 và 1978.

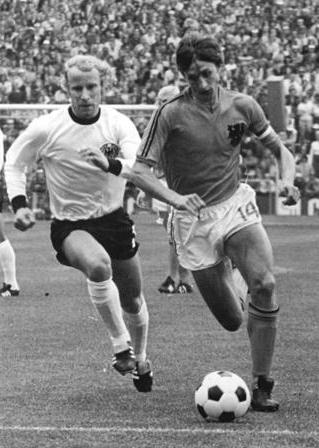
Berti Vogts (áo trắng) cùng Johan Cruyff tại chung kết 1974 FIFA World Cup

## Thống kê

### Sự nghiệp cầu thủ
| Câu lạc bộ   | Câu lạc bộ               | Câu lạc bộ   | League  | League       | Cup       | Cup          | League Cup | League Cup   | Continental | Continental  | Tổng số | Tổng số      |
| Season       | Câu lạc bộ               | League       | Số trận | Số bàn thắng | Số trận   | Số bàn thắng | Số trận    | Số bàn thắng | Số trận     | Số bàn thắng | Số trận | Số bàn thắng |
| Đức          | Đức                      | Đức          | League  | League       | DFB-Pokal | DFB-Pokal    | Other      | Other        | Europe      | Europe       | Total   | Total        |
| ------------ | ------------------------ | ------------ | ------- | ------------ | --------- | ------------ | ---------- | ------------ | ----------- | ------------ | ------- | ------------ |
| 1965–66      | Borussia Mönchengladbach | Bundesliga   | 34      | 0            | 2         | 0            | —          | —            | —           | —            | 36      | 0            |
| 1966–67      | Borussia Mönchengladbach | Bundesliga   | 34      | 1            | 1         | 0            | —          | —            | —           | —            | 35      | 1            |
| 1967–68      | Borussia Mönchengladbach | Bundesliga   | 34      | 6            | 3         | 0            | —          | —            | —           | —            | 37      | 6            |
| 1968–69      | Borussia Mönchengladbach | Bundesliga   | 34      | 8            | 2         | 0            | —          | —            | —           | —            | 36      | 8            |
| 1969–70      | Borussia Mönchengladbach | Bundesliga   | 34      | 5            | 3         | 1            | —          | —            | —           | —            | 37      | 6            |
| 1970–71      | Borussia Mönchengladbach | Bundesliga   | 34      | 1            | 4         | 0            | —          | —            | 4           | 2            | 42      | 3            |
| 1971–72      | Borussia Mönchengladbach | Bundesliga   | 19      | 1            | 2         | 0            | —          | —            | 4           | 0            | 25      | 1            |
| 1972–73      | Borussia Mönchengladbach | Bundesliga   | 34      | 3            | 9         | 0            | —          | —            | 12          | 2            | 55      | 5            |
| 1973–74      | Borussia Mönchengladbach | Bundesliga   | 27      | 3            | 3         | 0            | —          | —            | 7           | 1            | 37      | 4            |
| 1974–75      | Borussia Mönchengladbach | Bundesliga   | 34      | 0            | 2         | 0            | —          | —            | 12          | 2            | 48      | 2            |
| 1975–76      | Borussia Mönchengladbach | Bundesliga   | 34      | 1            | 4         | 1            | —          | —            | 6           | 0            | 44      | 2            |
| 1976–77      | Borussia Mönchengladbach | Bundesliga   | 27      | 1            | 1         | 0            | —          | —            | 9           | 1            | 37      | 2            |
| 1977–78      | Borussia Mönchengladbach | Bundesliga   | 34      | 2            | 5         | 0            | —          | —            | 8           | 0            | 47      | 2            |
| 1978–79      | Borussia Mönchengladbach | Bundesliga   | 6       | 0            | 1         | 0            | —          | —            | 3           | 0            | 10      | 0            |
| Total        | Germany                  | Germany      | 419     | 32           | 42        | 2            | —          | —            | 65          | 8            | 526     | 42           |
| Career total | Career total             | Career total | 419     | 32           | 42        | 2            | —          | —            | 65          | 8            | 526     | 42           |

### Quản lý
Tính đến ngày 17 tháng 10 năm 2014.
| Team             | From                      | To                        | Record | Record | Record | Record | Record | Record |
| Team             | From                      | To                        | G      | W      | D      | L      | Win %  | Ref.   |
| ---------------- | ------------------------- | ------------------------- | ------ | ------ | ------ | ------ | ------ | ------ |
| Germany          | ngày 9 tháng 8 năm 1990   | ngày 7 tháng 9 năm 1998   | 102    | 66     | 24     | 12     | 064,71 | [ 4 ]  |
| Bayer Leverkusen | ngày 14 tháng 11 năm 2000 | ngày 21 tháng 5 năm 2001  | 25     | 11     | 3      | 11     | 044,00 | [ 5 ]  |
| Kuwait           | ngày 12 tháng 8 năm 2001  | ngày 28 tháng 2 năm 2002  | 11     | 2      | 6      | 3      | 018,18 |        |
| Scotland         | ngày 1 tháng 3 năm 2002   | ngày 2 tháng 11 năm 2004  | 31     | 8      | 7      | 16     | 025,81 |        |
| Nigeria          | ngày 15 tháng 1 năm 2007  | ngày 20 tháng 2 năm 2008  | 15     | 7      | 3      | 5      | 046,67 |        |
| Azerbaijan       | ngày 1 tháng 4 năm 2008   | ngày 17 tháng 10 năm 2014 | 71     | 15     | 22     | 34     | 021,13 |        |
| Total            | Total                     | Total                     | 255    | 109    | 65     | 81     | 042,75 |        |

## Danh hiệu

### Cầu thủ
Borussia Mönchengladbach
- Bundesliga: 1969–70, 1970–71, 1974–75, 1975–76, 1976–77
- DFB-Pokal: 1972–73
- UEFA Cup: 1974–75, 1978–79

Đội tuyển bóng đá Tây Đức
- FIFA World Cup: 1974
- UEFA European Championship: 1972

Cá nhân
- Footballer of the Year in Germany: 1971, 1979
- FIFA World Cup All-Star Team: 1974, 1978

### Huấn luyện viên
Đội tuyển bóng đá quốc gia Đức
- UEFA European Championship: 1996

Cá nhân
- World Soccer Magazine World Manager of the Year: 1996